# Театр де ля Віль
Театр де ля Віль (фр. Théâtre de la Ville) — французький театр танцю, один з найпрестижніших театрів Франції.

## Історія театру

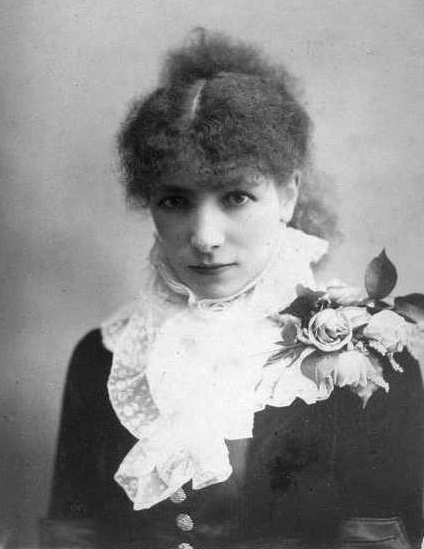
Сара Бернар

Театр де ля Віль був зведений у 1862 р. за проектом видатного французького архітектора Габріеля Жан-Антуана Давіда для Жоржа Османа, відомого як барон Осман. Театр був побудований прямо навпроти театру Шатле на однойменній площі в самому серці Парижа. У 1871 році, коли Париж був оточений німцями під час Франко-прусської війни, Театр був зруйнований. Але вже через три роки — відновлений. У різні роки Театр змінював свої назви. У 1898 році він дістав назву «Театру націй». У 1949 році театр назвали на честь Сари Бернар, яка віддано працювала в ньому. У 1968 р. театр відмовився від звичних театральних постановок і звернувся до хореографії, таким чином втративши ім'я Сари Бернар.

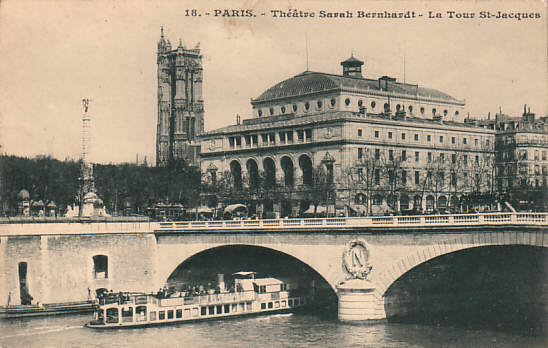
Паризький Театр Націй. 1900 р.

У 1990-х рр.. популярність завоювала нова школа французького танцю, представники якої Філіп Декуфле (Philippe Decouflé), Жан-Клод Галлота (Jean-Claude Gallota), Режіна Шопіно (Régine Chopinot) підкорили публіку, зачарувавши оригінальним гумором, непередбачуваною пластикою і незвичайними образами. Тоді ж, завдяки співпраці з бельгійськими, англійськими і голландськими хореографами і німецькою трупою сучасного танцю Піни Бош (Pina Bausch), Театр де ля Віль здобув велику популярність у Європі. Своїм успіхом театр багато в чому зобов'язаний виставі «Дама з Вупперталя», прем'єра якої проходили виключно тут, на сцені Театру де ля Віль, яка зачаровує своїми технічними можливостями.
Незвичайний стиль Піни Бош, сексуальний і фантастичний, вона використовує оригінальну мову жестів, поєднуючи буденну легкість з серйозністю кінохроніки.
Під керівництвом Жана Меркюра (Jean Mercure), який змінив у 1985 р. Жерара Віолетта (Gérard Violette) танець зайняв центральне місце в репертуарі театру. Відомі американські танцівники Алвін Ніколаіс (Alwin Nikolaïs), Мерс Каннінгем (Merce Cunningham), Каролін Карлсон (Carolyn Carlson), Тріша Браун (Trisha Brown) та інші привнесли сюди вільний дух хепенінгу. Він збагатив і розширив репертуар театру. Трупа збільшилася до дев'яносто чоловік, а бюджет становив 66 мільйонів франків.
Театр де ля Віль виховує, а часом навіть ставить публіку у незручне становище, пропонуючи надто авангардні, провокаційні постановки. У цьому респектабельному будинку не завжди все проходить гладко: іноді шоковані глядачі освистують спектакль або просто залишають зал. Але частіше у справу вступає особлива магія місця, і тоді всі 987 чоловік, які сидять на сходах амфітеатру, одночасно затримують дихання.
В останні десятиліття Театр де ля Віль остаточно утвердився як символ Франції. Сьогодні хореографи всього світу вважають за честь отримати запрошення і виступити у театрі, як, наприклад, австралієць Гаррі Стюарт (Garry Stewart), в'єтнамка Еа Сола (Ea Sola), індієць Акрам Хан (Akram Khan) або тандем «Саліа Ні Сейду» (Salia Ni Seydou) з Буркіна-Фасо.
За 30 років Театр де ля Віль зумів добитися поставленої мети — стати паризьким храмом танцю, зберігши при цьому дух новаторства.